# Apple A10 Fusion
O Apple A10 Fusion é um chip de 64 bits, projetado pela Apple Inc. Apareceu pela primeira vez nos iPhone 7 e 7 Plus, apresentados no dia 7 de setembro de 2016. O A10 é o primeiro system-on-a-chip quad-core produzido pela Apple. Ele possui 4 núcleos: 2 núcleos de alto desempenho (2,34 GHz) para tarefas mais exigentes, como jogos, além de 2 outros núcleos de menor velocidade e gasto  para economia de energia.
O A10 é 40% mais rápido que seu antecessor, o A9, e duas vezes mais rápido que o A8. Ele usa dois terços da energia que era usada em sua versão anterior, fazendo com que o iPhone 7 consuma menos bateria. Além disso, o desempenho gráfico melhorou 50% comparado ao seu antecessor.

## Produtos que utilizam o Apple A10 Fusion
- iPhone 7
- iPhone 7 Plus
- iPad 2018 (6th Generation)
- iPod Touch (7th Generation)
- iPad 2019 (7th Generation)